# Capracotta
Capracotta – miejscowość i gmina we Włoszech, w regionie Molise, w prowincji Isernia.
Według danych na rok 2004 gminę zamieszkiwało 1121 osób, 26,7 os./km².